# Гюргево (квартал на Сапарева баня)
Вижте пояснителната страница за други значения на Гюргево.
Гюргево е бивше село в Западна България, присъединено като квартал към град Сапарева баня.

## География
Гюргево е разположено в Самоковското поле на десния бряг на река Джерман.

## История
Първоначално името на селото е Мацакурово. През 1894 година селото е преименувано на Гюргево. При избухването на Балканската война в 1912 година един човек от Гюргево е доброволец в Македоно-одринското опълчение.
През 1955 година Гюргево е присъединено към Сапарева баня.

## Личности
Родени в Гюргево
- Тодор Митев (Митов, 1877 – ?), македоно-одрински опълченец, 2 и 3 рота на 7 кумановска дружина[3]